# Josep Gual i Lloberas
Josep Gual i Lloberas (Badalona, 13 de julio de 1920 - 24 de octubre de 2005) fue un poeta, escritor y agitador político y cultural.

## Biografía
Su vida y obra van estrechamente unidas. Su obra refleja la experiencia del frente catalán durante la guerra civil española, su compromiso cívico y de denuncia durante el franquismo y la democracia setentayochista, la implicación con el movimiento obrero y el catalanismo de izquierdas. Su obra es una crónica mordaz y contrapunto irónico de la realidad. Fue alumno de la Escola Catalana. En su juventud, destacó como deportista, en baloncesto, atletismo y natación. Fue uno de los supervivientes de la quinta del biberón, que con diecisiete años, recibió en carne propia los efectos de la guerra civil. Este hecho marcará decisivamente al hombre y al poeta, así como haber formado parte de los derrotados en la contienda que vivieron una larga y dura posguerra. La experiencia de la guerra fue un tema fundamental en su poesía. Gual, al haber combatido en el frente del Segre, interiorizó como propia la epopeya de aquellos jóvenes conducidos al matadero por un gobierno republicano que ya sabía que la guerra estaba perdida. Escribió diversos poemas sobre este tema, entre los que destacan Paisatge de l´Ebre, composición que, cantada por Teresa Rebull fue calificada por Manuel Vázquez Montalbán como una de las canciones más emocionantes y sencillas de las inspiradas por la Guerra Civil. 
Entre los autores que influyeron en su obra, cabe citar a Jacinto Verdaguer, Joan Salvat-Papasseit, Pere Quart y Vicent Andrés Estellés. También es importante su aportación periodística, dispersa en diversas publicaciones locales, sobre la historia del deporte catalán, la cultura popular y la recuperación de la memoria histórica.

## Obras
- La sal al coll, "Cuadernos de poesía grado", N.º 3, Palma de Mallorca, 1964, prólogo de Jaume Vidal i Alcover
- Mes ença dels burots, Badalona, 1979, prólogo de Joan Argente
- Les sabates d´en Jaume, Badalona, 1985, con prólogo de Josep Benet
- Aboco el sac, "Pont del Petroli", N.º 5, Badalona, 2003, edición y prólogo de Valentí Soler
- Poesía completa, Barcelona, 2005, edición y prólogo de Valentí Soler

- Datos: Q9013142